# Гатуевы
Гату́евы (осет. Гатутæ) — осетинская (дигорская) фамилия.

## История и происхождение
По сведениям известного сказителя Дабега Сланикоевича Гатуева (1872—1956), предок фамилии был выходцем из Балкарии, который спасаясь от преследования кровников переселился в Северную Осетию. Сначала он скрывался в алагирском селении Архон, потом перешел в с. Вакац Дигорского ущелья, где и обосновался. По имени отца будущего священника — Гату (в крещении Георгий) и стала называться их фамилия. Из Уакаца Гатуевы перебрались на равнину в сел. Дур-Дур, а оттуда в 1852 году переселились в селение Вольно-Христиановское (ныне г. Дигора), где стали одними из первых поселенцев.

## Генеалогия
Считается что у Гатуевых отсутствуют родственные фамилии (осет. æрвадæлтæ).
Генетическая генеалогия
276850 — Gatuev David — G2a1a1a1b1a (GG330 > GG332)

## Известные представители
- Алексий Георгиевич Гатуев (1846—1909) — протоиерей, видный осетинский миссионер, этнограф, педагог и просветитель.
- Дзахо Алексеевич Гатуев (1892—1938) — осетинский писатель, журналист и общественный деятель.
- Каролина Керменовна Гатуева — доцент, преподаватель энергетического факультета ГГАУ.
- Сергей Алексеевич Гатуев (1881—1950) — советский геолог, гидрогеолог, первый заместитель директора Геологического института АН СССР.